# Arte giapponese
Il termine arte giapponese copre una vasta gamma di produzioni artistiche appartenenti a periodi molto diversi tra loro, dalle prime testimonianze di presenza umana in Giappone, intorno al X millennio a.C., all'età contemporanea.

## Periodo Jōmon (dalle origini al 300 a.C. circa).

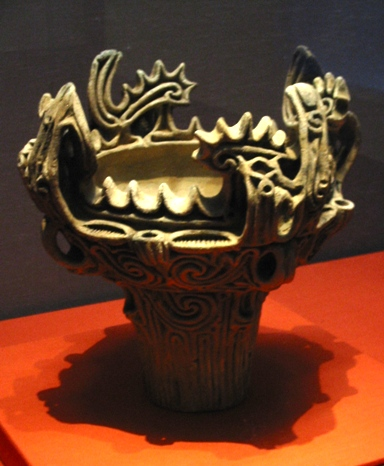
Vaso di terracotta del medio periodo Jōmon. Museo nazionale di Tōkyō

Il nome "Jōmon", con cui si indica l'età più antica della storia del Giappone, significa "motivo a corda" e deriva dal motivo più frequente nei ritrovamenti del periodo, vasi e figurine fittili; il motivo veniva apparentemente realizzato stringendo l'argilla con corde di fibra vegetale o stuoie. Nel corso del periodo storico si aggiunsero altri motivi geometrici o altorilievi, ma il motivo a corda rimase una costante.
Le figurine fittili, o dogū, sono particolarmente misteriose. Rappresentano umani o animali, e sono generalmente alte intorno ai 25 cm; raramente sono fatte per stare in piedi, e la maggior parte erano apparentemente legate a una corda o portate vicine al corpo. Alcuni dogū hanno caratteristiche femminili molto evidenziate, e sono state associate a rituali per fertilità e parto; altri sono privi di parti del corpo, e sono stati associati a rituali per la guarigione, o per maledizioni. In un caso il dogū aveva ai piedi una base ed è stato ritrovato circondato da muri, suggerendo l'utilizzo in rituali religiosi.

## Periodo Yayoi (dal 300 a.C. al 300 d.C. circa)

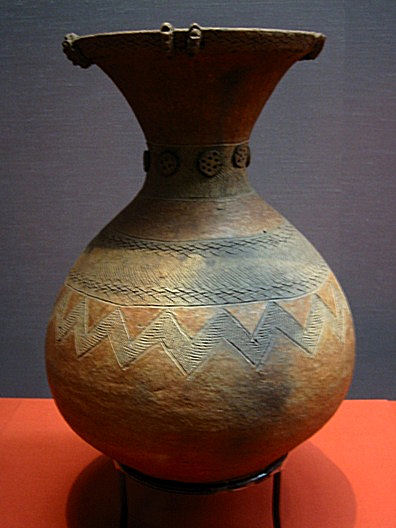
Vaso del periodo Yayoi. Museo nazionale di Tōkyō

La cultura Yayoi ebbe origine nell'isola di Kyūshū e si diffuse poi su quella di Honshū. La produzione artistica è più funzionale, con decorazioni molto ridotte, ma rivela l'uso di tecnologie ben più avanzate del precedente periodo, come l'uso del tornio a ruota; si ritiene in genere che questa cultura non fosse autoctona, ma importata da movimenti migratori dalla Cina. In particolare sarebbe stata importata dal continente la metallurgia, con la comparsa dei primi artefatti in bronzo e utensili in ferro; in particolare sono state ritrovate delle campane di bronzo (dōtaku), con probabili scopi rituali, delle quali non esistono paralleli nel continente. 

## Periodo Yamato

### Periodo Kofun o dei Tumuli (dal 250-300 al 552)

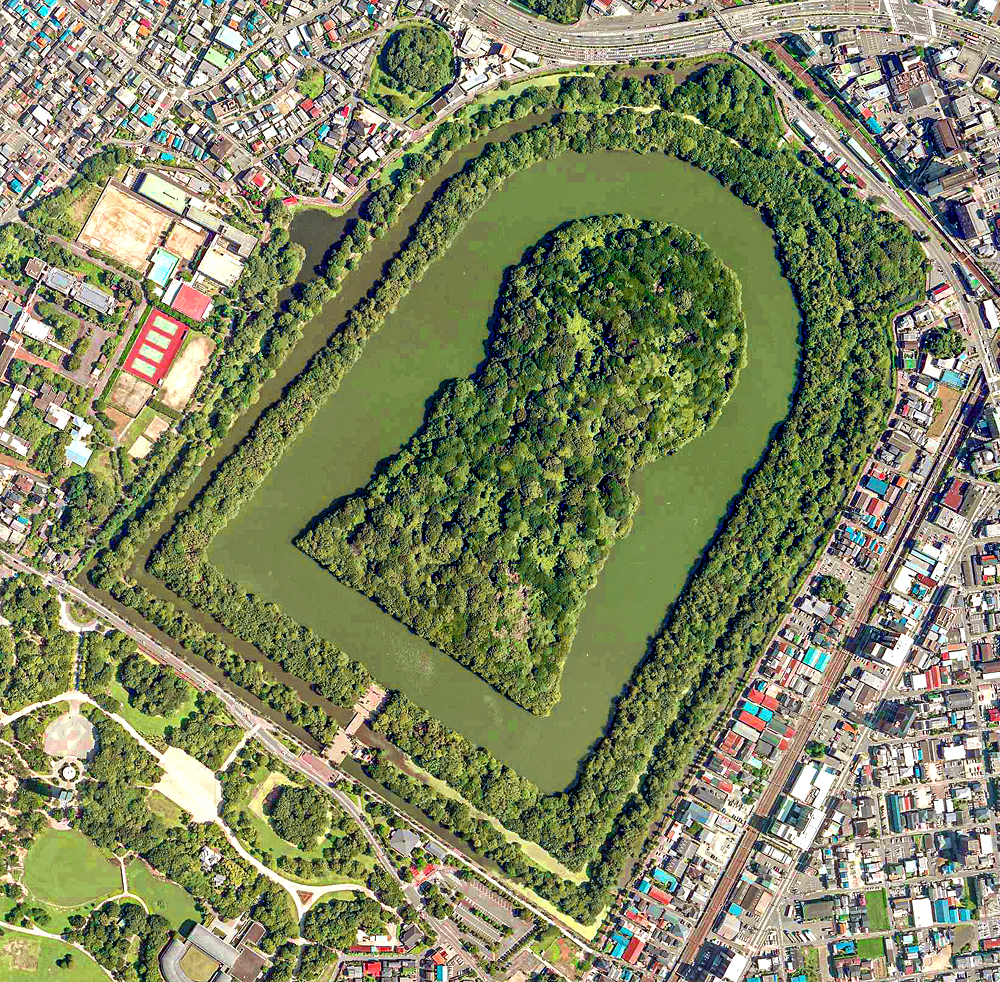
Il tumulo dell'imperatore Nintoku a Sakai, vicino a Ōsaka.

La cultura Yayoi era divisa in famiglie o clan, e di questi prevalse il clan Yamato che unificò il Paese; la prima parte del periodo Yamato è detto periodo dei Tumuli (Kofun), perché segnata dalla costruzione di tombe a tumulo imponenti e riccamente arredate. La tomba dell'imperatore Nintoku, alta 35 metri e lunga 478 metri, è la più grande. Insieme al defunto venivano sepolti oggetti in bronzo, armi e ornamenti personali, e vasi fittili; all'esterno dei tumuli sono invece poste serie di tubi cavi di argilla, o haniwa, forse modellati sulla forma dei vasi votivi, sulle quali nel tempo si aggiunsero come decorazioni piccole figure, che rappresentavano case, uccelli, cavalli, sacerdotesse, e poi dalla seconda metà del periodo anche aristocratici, guerrieri, indovini e gente comune.

### Periodo Asuka (dal 538 al 710)

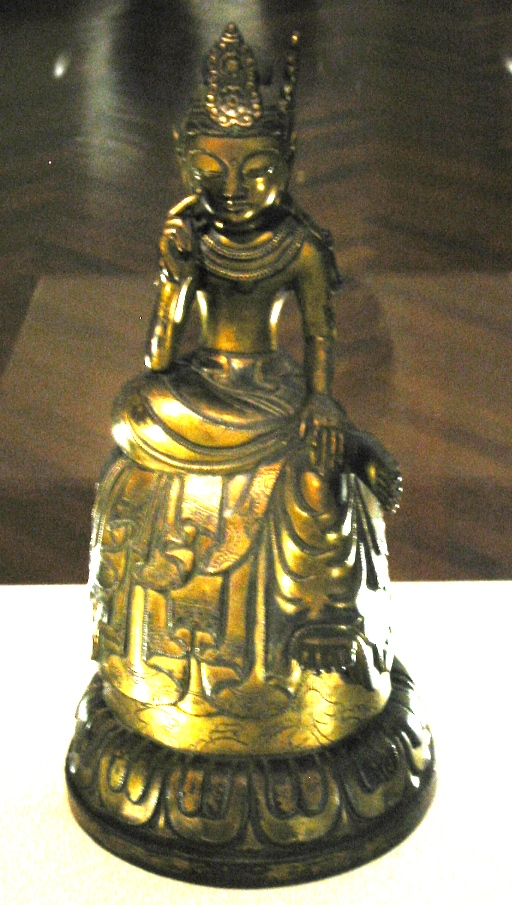
Statua di bodhisattva del periodo Asuka

L'arte del periodo Asuka, storicamente collocabile tra il 538 d.C. e il 710 d.C., la cui denominazione deriva dalla capitale Asuka kyō, è fortemente influenzata dall'introduzione del buddhismo in Giappone; i contatti con Cina e i tre regni di Corea si intensificarono, e il Paese, in base alla posizione geografica rispetto ai vicini Paesi del continente, cambiò il suo nome da Yamato in Nippon (In giapponese: "dove sorge il sole"). L'adozione della nuova fede non fu una cosa indolore; l'aspro scontro tra coloro che sostenevano il buddhismo, guidati dal clan Soga, e coloro che sostenevano lo shintoismo, guidati dal clan Mononobe, si concluse solo nel 587 con la vittoria di Soga no Umako su Mononobe no Moriya e la conquista del potere da parte del clan Soga. Iniziò un processo di sincretismo tra il buddhismo e lo shintoismo, le cui tradizioni vennero salvaguardate, mentre in quel periodo il buddhismo si diffuse tra le classi aristocratiche e nella corte imperiale, influenzando pesantemente l'espressione artistica.
Il periodo Asuka coincise con un risveglio artistico e culturale, e grazie anche all'adozione del Buddhismo come religione di corte, vennero incoraggiate l'architettura, la scultura, la pittura e l'artigianato giapponese.
A questo periodo risalgono molti templi (nel giro di vent'anni ne vennero costruiti almeno quarantasei), monasteri Mahāyāna, statue di buddha e bodhisattva, fortemente influenzate dall'arte cinese e coreana; il tempio Hōryū-ji è oggi la più antica costruzione in legno dell'Estremo Oriente pervenutaci intatta, sebbene sembra che sia stato ricostruito almeno una volta, forse dopo un incendio nel 670, come attestato nel Nihonshoki; rappresenta anche il primo esempio di uno stile Asuka, parzialmente indipendente dall'influenza coreana e cinese.
Della capitale Asuka kyō, che si trova nell'odierna prefettura di Nara, rimangono solo le rovine marmoree di alcuni templi, con l'eccezione del bronzo di Ankoin (risalente al periodo Suiko) che, secondo le cronache, era la più grande scultura dell'epoca. Opera dell'artista Tori, che venne ricompensato con un posto a corte, la statua è stata danneggiata più volte da incendi e calamità naturali, nonché da un maldestro restauro nel periodo Tokugawa: lo stile originario dell'opera è oggi deducibile solo dalle braccia, dalla fronte e dalle orecchie, mentre tutto il resto è frutto di successive modifiche. Altre opere del periodo Asuka vennero trasportate nella residenza del principe Umayado dal tempio Horinji, con lo spostamento della capitale a Nara: nella sala d'oro, o Kondo, sono conservate ancora oggi altre statue di Tori, artista di origine coreana naturalizzato giapponese, tra cui la trinità Shaka del 625, e la famosa statua in legno e lacca di Kannon, dono di un re di Corea. Confrontando le importazioni con la produzione locale del periodo, si può notare la tensione degli artisti giapponesi a migliorare le proporzioni proposte dai modelli cinesi e coreani, caratteristici per le grandi mani e i profili rigidi: il risultato è un movimento scultoreo nuovo, attento alla morbidezza dei tratti e allo studio delle proporzioni corporee; inoltre il corpo della statua deve risultare simmetrico e piatto, l'unica visione è quella frontale, e il volto è sempre sereno e sprizzante di gioia spirituale. Un esempio di questo nuovo stile è la statua di Kwannon a Chiuguji, considerata un capolavoro di dolcezza e armonia delle proporzioni.
Altri scultori del tempo, oltre al bronzista Tori, furono Yamaguchi, Kusushi, Toriko e Ōguchi. Oltre ai Buddha e ai Bodhisattva, vennero diffusi il tipo scultoreo dei Devaraja, i quattro re guardiani.
Anche per la pittura il periodo Asuka fu fiorente, anche se le poche opere arrivate sino ai giorni nostri non sono sufficienti per valutare correnti e stili. I pittori giapponesi furono introdotti all'arte dai colleghi coreani e ben presto si staccarono dalle influenze pittoriche cinesi, così fortemente legate alla tradizione filosofica dei princìpi artistici, mentre i giapponesi si mostrarono maggiormente interessati a una pittura unicamente decorativa, ed evidenziarono un grande amore per i colori.
Gli unici resti di pittura, invece, sono le decorazioni in lacca miscelate con colori a olio di uno dei santuari dell'imperatrice Suiko, esempi dello stile Hâng, e anche le decorazioni del bronzo sono simili a quelle dei modelli Hâng rinvenuti nei dolmen. Tra gli altri esempi dell'arte del periodo, un ricamo conservato a Chiuguji, realizzato in memoria del principe Umayado, probabilmente su disegno di un artista coreano.
Lo stile delle poche opere pittoriche sopravvissute è tendente all'astratto, la tecnica appare piuttosto elaborata e la rappresentazione è bidimensionale.
Si svilupparono, in questo periodo, anche le arti minori, dalla ceramica alla lavorazione del metallo, dai tessitori agli intagliatori in legno e in bambù

## Periodo Nara (dal 710 al 794)
Il periodo Nara vide un organico impegno della classe di governo per far diventare il buddhismo religione di Stato e per superare le tradizioni precedenti; l'esempio più evidente fu lo stabilimento di una capitale (prima del periodo Nara la corte si trasferiva ogni volta che moriva un imperatore, secondo la credenza che la morte contaminasse il luogo) nella città di Nara, modellata sulla base della Chang'an cinese. L'influenza cinese divenne in questo periodo ancora più forte; i monaci buddhisti viaggiavano in Cina e tornavano con testi più ortodossi, e le forme d'arte aderirono più diligentemente ai dettami della dottrina buddhista, pur fiorendo in iconografie più varie e complesse. L'Imperatore Shōmu fu particolarmente solerte nel promuovere la fede, e ordinò la costruzione di vari templi e monasteri: tra questi, quello di Tōdai-ji che sarebbe nelle sue intenzioni dovuto diventare il tempio principale del Paese. Il Tōdai-ji fu seriamente danneggiato per almeno due volte, e delle decorazioni originali restano principalmente delle riproduzioni.
A questo periodo risale inoltre la più antica pittura giapponese su rotolo a noi pervenuta, il Kako Genzai E-Ingakyō ("sutra illustrato del karma passato e presente"), una biografia romanzata di Gautama Buddha.

## Periodo Heian (dal 794 al 1185)
Il periodo Heian storicamente iniziò nel 794 e fino al 987 è conosciuto sotto la denominazione di Jogan o Konin, invece da questa data fino al 1185 è noto con la definizione di Fujiwara.
Durante la prima fase del periodo Heian l'arte giapponese, continuò ad attingere a piene mani da elementi e stili cinesi Tang, oltre a consolidare le sue ispirazioni buddhiste, che si manifestarono con le profonde influenze degli insegnamenti della scuola Shingon fondata dal monaco Kūkai nell'806 dopo un suo viaggio in Cina; direttamente connessa agli insegnamenti Vajrayana della scuola, fiorì la produzione di maṇḍala e di immagini dei protettori del Buddhismo, i Fudo: tra i primi si può citare il Mandala del Diamante (Kongo-kay) realizzato nell'833 e conservato nel tempio Jingo-ji, mentre tra i secondi la più prestigiosa opera fu il Fudo Giallo nel monastero Miidera.
L'architettura dei templi cominciò a prevedere la presenza di pagode, ma le strutture globalmente mostrarono forti aderenze con lo stile buddhista 'colorato' della corrente esoterica mikkyō, a cominciare dal Enryaku-ji, terminato nel 788 sul Monte Hiei.
Nella scultura il materiale più usato fu il legno, sia per la sua vasta reperibilità sia per la facilità di uso nella realizzazione di figure rispettanti gli insegnamenti buddhisti. Le statue di buddha del periodo hanno espressioni austere e composte, corpi massicci, e ampi drappeggi in stile honpa-shiki.

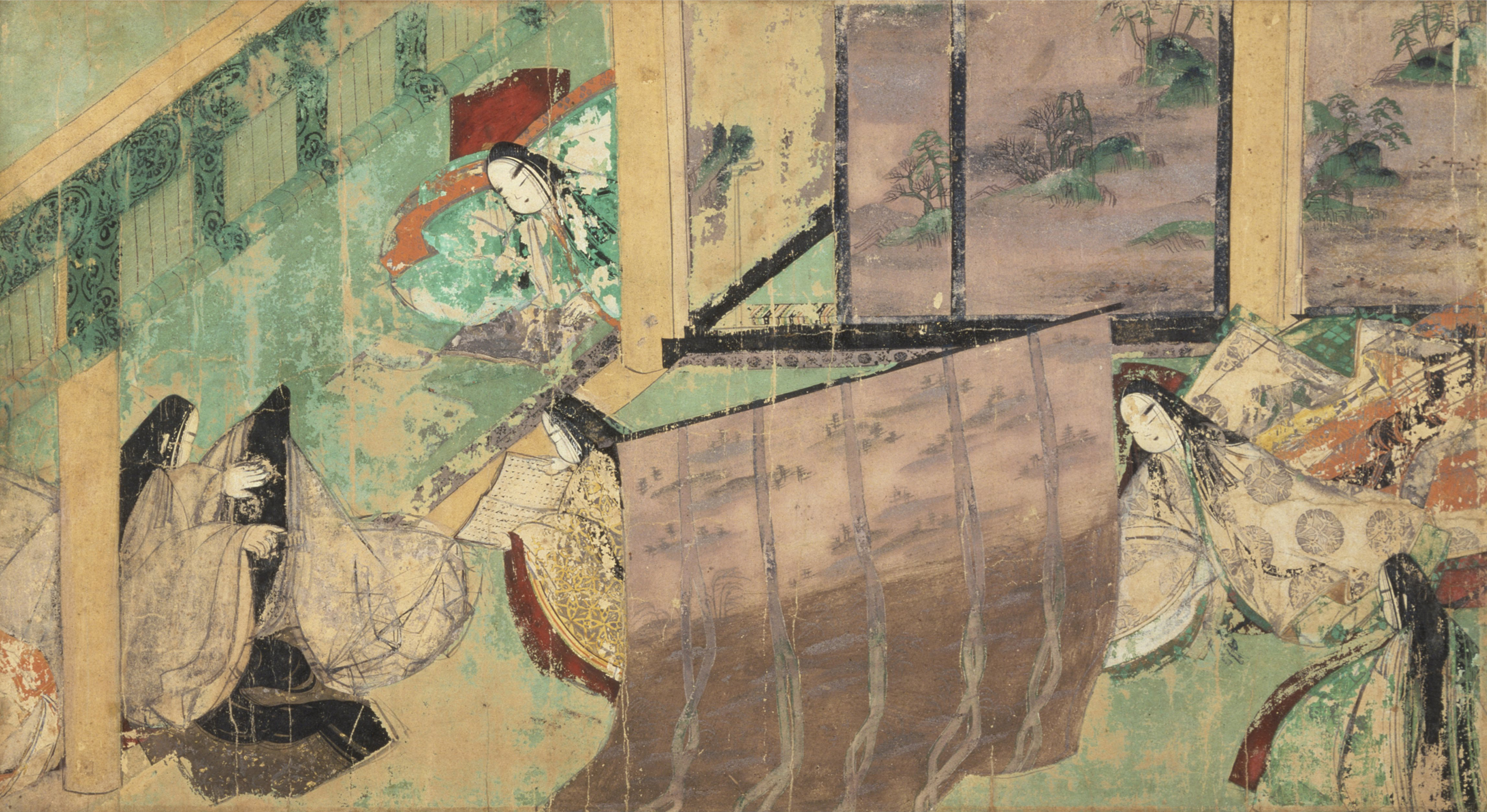
Una scena illustrata del Genji monogatari

Nelle arti decorative si imposero la tecnica makie e proseguirono, intensificandosi, la produzione di oggetti metallici, sia per un uso comune quotidiano sia a scopo religioso, e quella tessile.
Nella seconda fase, o "periodo Fujiwara" (dal nome del clan Fujiwara che dominò la politica del periodo) prevalse invece la scuola amidista, e la corte imperiale cominciò a sviluppare una forte sensibilità estetica e un profondo interesse per le arti.
Nella pittura si assistette all'introduzione di alcune significative influenze innovative: quelle portate dalla setta Jōdo shū tendenti a esaltare i motivi decorativi e quelle derivanti dal Nehan, rincontrabili nel Bodhisattva della Saggezza e della Virtù (ora al Museo nazionale di Tokyo).
Inoltre si diffusero gli yamato-e, rappresentazioni della natura dai colori freschi e vivaci, maggiormente rispecchianti i gusti, i costumi, il carattere dei giapponesi. Nell'ultima parte del periodo storico nacquero gli emakimono, rotoli di narrativa illustrata: tra questi alcuni dei più famosi esempi di letteratura cortese del periodo, come il Genji monogatari, il primo esempio di romanzo giapponese. L'artista giapponese incentrò la sua attenzione al reale e al concreto e i temi dominanti furono l'uomo, i suoi amori, le sue battaglie, la sua vita religiosa e sociale. In ogni opera fu rispecchiata un'attività emotiva, che diversificò quest'arte dalle tradizioni più intellettuali della Cina. La pittura nel periodo Heian veniva prodotta o nei templi buddhisti oppure presso le corti imperiali.
Anche nell'architettura iniziò a svilupparsi uno stile originale giapponese, che si concretizzò nella realizzazione del Palazzo Imperiale (Daidairi), una costruzione costituita da una struttura dedita all'amministrazione statale da parte dell'Imperatore, una per le cerimonie ufficiali e una come abitazione della famiglia imperiale. Il palazzo fu realizzato completamente in legno, compresi il tetto e il pavimento. In questo periodo si impose lo stile shin-den-zukuri, ritenuto un modello per le abitazioni aristocratiche.
Il tempio più esemplificativo di questa fase fu il Muro-ji, presentante il caratteristico tetto di paglia ricoperto di Hinoki (corteccia di cipresso), tipico in precedenza solo dei luoghi sacri shintoisti, a dimostrazione di come l'arte giapponese stesse prendendo, in quel momento, il sopravvento sulle influenze cinesi.
Nella scultura, intorno all'XI secolo, venne introdotta una nuova tecnica, chiamata yosoki-zukuri, basata sulla realizzazione dell'opera, in un primo tempo, in modo frammentato, caratterizzato da più artisti operanti in tempi e luoghi diversi ognuno con un singolo pezzo, fino ad arrivare a una fase finale del processo artistico di assemblaggio del tutto. Nell'ultimo secolo del periodo Heian furono prodotte le prime opere scultoree aderenti al shintoismo, oltre alle prime statue del genere ritrattistico e di impronta realistica, e infine incominciò la diffusione delle maschere del teatro Bugaku.

## Periodo Kamakura (dal 1185 al 1333)

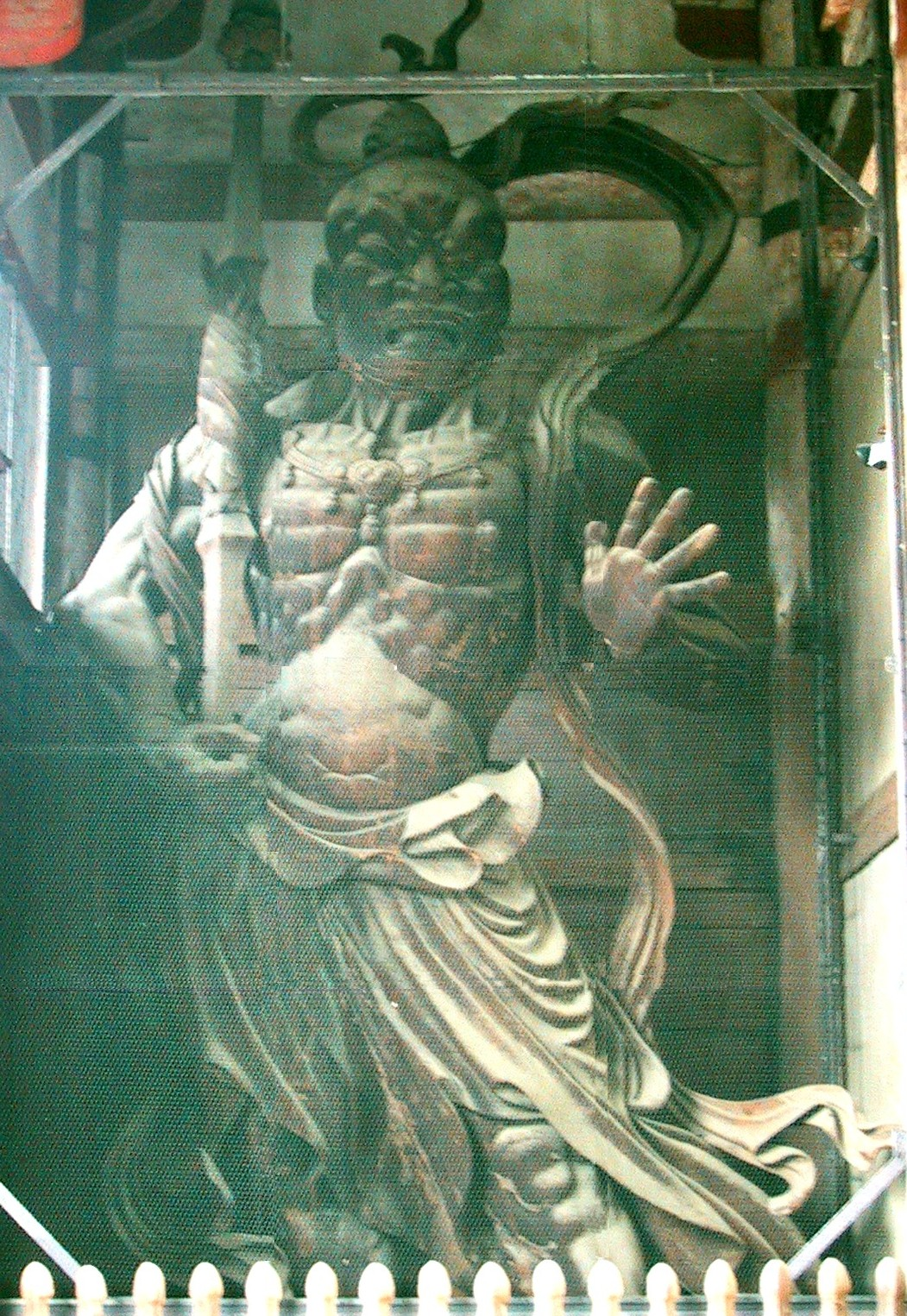
Agyō, uno dei due Niō guardiani del Nandaimon del tempio di Tōdai-ji a Nara

Il periodo Kamakura, che prende il nome dallo shogunato di Kamakura, vide il trasferimento del potere dalle classi aristocratiche a quelle militari (samurai), e dalla capitale imperiale Kyoto a quella shogunale Kamakura; i committenti di opere d'arte perciò divennero i guerrieri, i monaci interessati a diffondere il buddhismo al di fuori dell'aristocrazia, e la nobiltà, con parti del clero, che desiderava celebrare i perduti fasti della vita di corte.
La scultura si mosse, con la scuola Kei e in particolare Unkei, verso uno stile più realistico; un esempio ne sono le due statue di Niō guardiani delle porte Sud del tempio Tōdai-ji a Nara, scolpite da Unkei nel 1203. Unkei realizzò anche delle sculture policrome in legno nel tempio Kōfuku-ji, sempre a Nara, nel 1208, in cui ritraeva i leggendari monaci Muchaku e Seshin, fortemente individualizzati e credibili.
La pittura si mosse su due piani, quello della popolarizzazione e quello della celebrazione. Del primo filone si può citare il Kegon Engi Emaki, la storia illustrata dei fondatori della scuola Kegon commissionata dal monaco Myōe del tempio Kōzan-ji, nel quale le illustrazioni sono accompagnate da brevi descrizioni e dialoghi accanto ai personaggi, non dissimilmente dai fumetti moderni; i caratteri usati sono inoltre prevalentemente kana, comprensibili anche alle donne e a molta gente comune. Del secondo filone fanno parte molte riedizioni emaki del Diario di Murasaki Shikibu, in cui i dipinti esagerano e abbelliscono gli scenari della corte, la sua ricchezza e la sua bellezza, in un evidente richiamo nostalgico.

## Periodo Muromachi (dal 1334 al 1573)

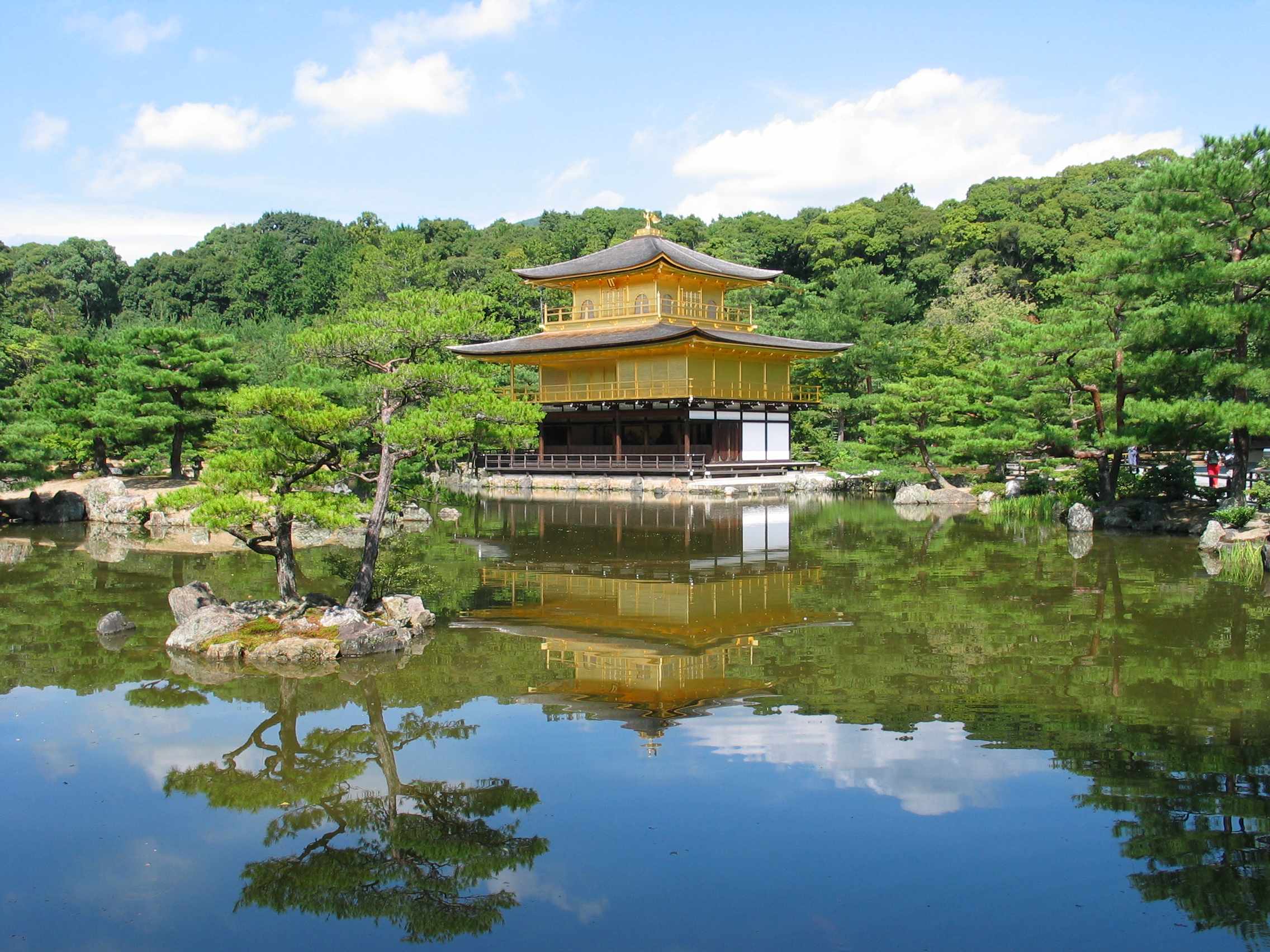
Kinkaku-ji, Kyoto, 1397

Il periodo Muromachi prende il nome dal quartiere Muromachi di Kyoto, in cui lo shogunato Ashikaga ebbe residenza; il ritorno del potere politico nella capitale imperiale di fatto pose fine ai movimenti popolaristici del periodo precedente e segnò il ritorno a una produzione artistica più aristocratica ed elitaria. Il buddhismo Zen, rimasto in sordina nei periodi precedenti, riprese vigore grazie a nuovi contatti con la Cina e la scuola Chán da cui deriva, e divenne la corrente dominante nell'aristocrazia e nelle produzioni artistiche.
I templi Zen organizzarono diverse missioni in Cina, e la moda cinese influenzò pesantemente l'arte giapponese; nella pittura, in particolar modo, si assistette al passaggio dai colori vivaci degli yamato-e alla pittura a inchiostro dei sumi-e, e al contempo si diffuse un maggior senso della prospettiva e della profondità; esemplari in questo senso sono i lavori di Shubun e Sesshu.

## Periodo Azuchi-Momoyama (dal 1573 al 1603)

Kanō Eitoku, Il cipresso, inchiostro su carta coperto con foglia oro, 8 pannelli, Museo Nazionale di Tōkyō

Il periodo Azuchi-Momoyama prende il nome dalle residenze dei condottieri che unificarono il paese attraverso una serie di guerre tra daimyō, Oda Nobunaga (dal suo castello di Azuchi prese il nome il periodo Azuchi) e Toyotomi Hideyoshi (dal suo castello di Momoyama prese il nome il periodo Momoyama).
Sin dalla fine del periodo precedente (epoca Sengoku), le continue guerre avevano portato alla ribalta i potentati militari, e l'arte si era riavvicinata al gusto dei samurai, ad esempio tornando a prediligere decorazioni colorate.
La scuola di maggior successo del periodo fu la Kanō-ha, fondata nel periodo precedente da Kanō Masanobu, pittore in capo degli ultimi shogun Ashikaga; Kanō Eitoku, in particolare, dipinse le pareti del castello di Azuchi per Nobunaga, la residenza di Kyoto di Hideyoshi e il suo castello di Ōsaka. Eitoku amò soprattutto dipingere le pareti scorrevoli delle stanze, e introdusse lo "stile monumentale" (taiga) caratterizzato da pennellate spesse e rapide e dall'enfasi posta sullo scenario; gran parte del suo lavoro andò perso a causa delle frequenti guerre del periodo.
Un altro importante artista del tempo, che gareggiò con Eitoku per le commissioni dai due condottieri, fu Hasegawa Tōhaku, che fondò la scuola Hasegawa e che dopo la morte di Eitoku divenne il pittore ufficiale di Hideyoshi; la sua pittura era una rielaborazione molto personale della pittura a inchiostro, e prediligeva ampie pareti e soffitti. Fu l'arte più espressiva per il Giappone.

## Periodi posteriori
- Periodo Edo (dal 1603 al 1868)
- Periodo Meiji (dal 1868 al 1912)
- Periodo Taishō (dal 1912 al 1926)
- Periodo Shōwa (dal 1926 al 1989)
- Tra i pittori e incisori distintisi tra il XVIII e il XIX secolo spicca Katsushika Hokusai (1760-1849), noto in particolare per le sue opere in stile Ukiyo-e.
- Tra i vari pittori e artisti giapponesi che si sono maggiormente distinti[6]nel XX secolo ricordiamo Tsuguharu Foujita (1886-1968), appartenente al movimento pittorico della Scuola di Parigi.
- Nel XX secolo si distinse, inoltre, lo scultore e designer statunitense ma di origine giapponese Isamu Noguchi.
- Tra il XX secolo e il XXI secolo si afferma la figura di Akira Yoshizawa, artista, in particolare di origami

## Arte contemporanea
L’arte contemporanea giapponese si è sviluppata sopratutto nella seconda metà del Novecento, quando molti artisti del Giappone hanno cominciato a confrontarsi con esperienze e tecniche dell’arte occidentale. In questo periodo, molti di loro hanno avviato ricerche nuove, mettendo insieme l’estetica orientale con materiali e approcci che avevano incontrato in Europa e altrove.
Tra gli artisti più importanti all’inizio di questo percorso c’è Hidetoshi Nagasawa (1940–2018), che ha unito modi di lavorare tipici dell’arte povera a idee e valori dello zen e della cultura giapponese tradizionale. Le sue installazioni non sono solo opere visive, ma veri spazi di meditazione e silenzio, che invitano lo spettatore alla riflessione. Nagasawa ha lavorato molto anche fuori dal Giappone, creando opere che mescolano architettura e scultura. Un altro nome di riferimento è Isamu Noguchi (1904–1988), artista nato negli Stati Uniti, ma sempre legato alla cultura giapponese. Le sue sculture spesso uniscono semplicità ed eleganza, con materiali come la pietra e il bronzo. Il suo lavoro ha avuto molta influenza su altri artisti giapponesi, sopratutto per il suo modo di usare forme pure e spazi vuoti.
Diversi artisti giapponesi si sono dedicati in modo particolare alla scultura e all’uso di materiali naturali, come il marmo e la pietra. Kazuto Kuetani (n. 1942), per esempio, ha sviluppato uno stile che unisce precisione tecnica e semplicità formale. Le sue opere si distinguono per superfici levigate e linee essenziali, e si collegano a una ricerca più profonda sul vuoto e la calma interiore. Yoshin Ogata (n. 1948) ha invece centrato il suo lavoro sull’acqua. Le sue sculture sono spesso pensate come flussi, onde, o segni che richiamano il ciclo naturale. L’artista ha scritto che questi lavori rappresentano l’origine della vita e il rapporto fra terra e cielo. Ha realizzato molte opere in spazi pubblici e all’aperto. Isao Sugiyama (n. 1954) è conosciuto per le sue piccole composizioni in marmo, che sembrano santuari o giardini zen in miniatura. L’artista lavora molto con il concetto di equilibrio e instabilità. Ogni elemento delle sue opere è studiato per trasmettere una riflessione sulla vita e sull’impermanenza. Kenji Takahashi (n. 1957), attivo da molti anni fuori dal Giappone, lavora invece con un'estetica che si rifà al wabi-sabi, cioè la bellezza dell’imperfetto. Le sue sculture mostrano spesso delle fratture o "cuciture" in evidenza, che richiamano la tecnica del kintsugi, cioè l’arte giapponese di riparare oggetti rotti usando oro. L’idea è che la rottura sia parte della storia dell’oggetto, non qualcosa da nascondere.
Molti giovani artisti giapponesi oggi continuano questa tradizione di dialogo fra Oriente e Occidente. Akiko Saheki (n. 1986), illustratrice, lavora con tecniche miste come carboncino, pastello e foglia d’argento. I suoi soggetti preferiti sono figure femminili, spesso raffigurate con forza e consapevolezza. La sua arte unisce grafica tradizionale giapponese e approcci moderni. Yuji Sugimoto (n. 1986) rappresenta invece la continuità della tradizione sculotrea. Prima di diventare artista ha lavorato per dieci anni nel restauro dei beni culturali a Kyoto. Poi si è trasferito in Italia, dove ha sviluppato uno stile personale che mescola colori vivaci e forme pop a una sensibilità zen. Le sue prime opere esprimono una forte vitalità.Anche Takashi Yukawa (n. 1961) ha lavorato molto nella scultura, cercando di ridurre le forme al minimo per cogilere l’essenza delle cose. Le sue opere sono spesso ispirate alla natura e a forme fluide. Invece Junkyu Muto (n. 1950) ha lavorato con l’idea del "segno in movimento", come se la pietra potesse diventare scrittura. Le sue sculture sembrano nastri che si muovono nel vento e fanno riferimento alla calligrafia giapponese.
L’arte contemporanea giapponese è anche rappresentata da diverse artiste donne che esplorano tematiche legate all’identità, alla memoria e al corpo. Michiko Kimura (n. 1979) lavora tra pittura, installazione e performance. Le sue opere parlano spesso del senso di appartenenza, del cambiamento e delle radici culturali. Mariko Isozaki (1964–2013), invece , ha lavorato per anni su una produzione artistica che si muove tra astrazione e figura. La sua ricerca si è spesso concentrata sul corpo femminile e sulla materia come mezzo di espressione. ha esposto spesso in gallerie italiane, costruendo un dialogo originale tra sensibilità giapponese e arte contemporanea europea.